# Žár
Žár (deutsch Sohors bei Gratzen) ist eine Gemeinde in Tschechien. Sie liegt sechs Kilometer nordwestlich von Nové Hrady in Südböhmen und gehört zum Okres České Budějovice.

## Geographie

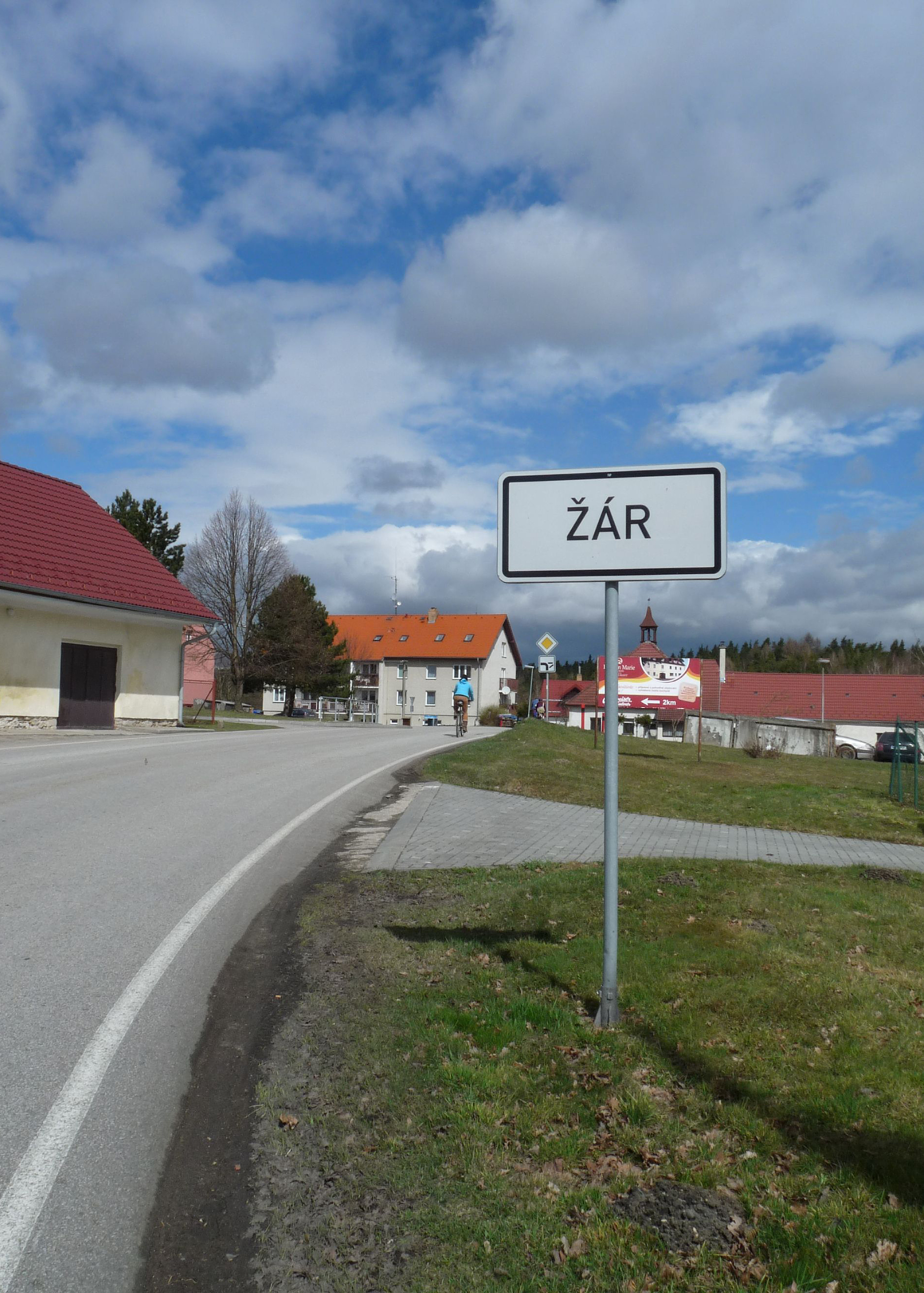
Ortseingang von Žár

Žár befindet sich linksseitig des Baches Žárský potok am Westufer des Teiches Žárský rybník (Sohorser Teich) im Vorland des Gratzener Berglandes. Im Osten erhebt sich der Výhledy (Prospect, 548 m), nordwestlich der Dubí (Eichberg, 579 m).
Nachbarorte sind Svobodák, Olešnice und Buková im Norden, Janovka im Nordosten, Svaryšov im Osten, Hlinov, Údolí, Krčín und Svébohy im Südosten, Střeziměřice und Božejov im Süden, Žumberk und Klažary im Südwesten, Chudějov und Mezilesí im Westen sowie Pěčín und Hrádek im Nordwesten.

## Geschichte
Žár gehört zu den ältesten urkundlich belegten Orten Südböhmens. Die erste schriftliche Erwähnung erfolgte im Jahre 1186 unter dem Namen Lazisich (Lazice), als der Hof dem Zisterzienserstift Zwettl gewidmet wurde. Im Jahre 1221 wurde der Hof erstmals als Sahar bezeichnet, dabei erfolgte auch die erste Erwähnung des Fischteiches. Um 1270 erwarb der Landsteiner Zweig der Witigonen Sahar und schloss den Hof seiner Burg Gratzen an. Wilhelm von Landsteins Söhne Ojíř und Vítek († um 1380) verkauften 1359 die Herrschaften Gratzen und Wittingau an die Brüder Peter, Jost, Ulrich und Johann I. von Rosenberg auf Krumau. Im Jahre 1610 löste Peter Wok von Rosenberg, der letzte des Geschlechts von Rosenberg, den Hof Sohors zusammen mit dem Gut Sonnberg von Gratzen los und übereignete diese an Theobald und Hans Hock von Zweibrück. Diese verloren den Besitz 1618 im Zusammenhang mit ihrer Anklage wegen Testamentsfälschung und Hochverrates wieder. Sonnberg und Sohors fielen damit dem Erben der Rosenberger und Besitzer von Gratzen, Peter von Schwanberg zu. Dessen Güter wurden 1620 wegen seiner Beteiligung am Ständeaufstand von 1618 konfisziert. Am 6. Februar 1620 verlieh Kaiser Ferdinand II. die Herrschaft Gratzen an seinen Feldherrn Charles Bonaventure de Longueval, Comte de Bucquoy. 1840 lebten in den 40 Häusern von Sohorsch bei Sonnberg 243 Deutsche. Gepfarrt war das Dorf nach Sonnberg. Bis zur Mitte des 19. Jahrhunderts blieb das Dorf immer den Grafen Buquoy auf Gratzen untertänig.
Nach der Aufhebung der Patrimonialherrschaften bildete Sohors/Žár ab 1850 einen Ortsteil der Gemeinde Sonnberg/Žumberk in der Bezirkshauptmannschaft Kaplitz. 1903 löste sich Sohors von Sonnberg los und bildete mit Johannesruh 3. Anteil eine eigene Gemeinde. Diese hatte im Jahre 1915 312 Einwohner, davon lebten 200 Deutsche in Sohors sowie 110 Deutsche und zwei Tschechen in Johannesruh. Im Jahre 1930 hatte die Gemeinde Sohors bei Gratzen 288 Einwohner, 1939 waren es 277 Infolge des Münchner Abkommens wurde die Gemeinde 1938 dem Deutschen Reich zugeschlagen und gehörte bis 1945 zum deutschen Landkreis Kaplitz. Nach dem Ende des Zweiten Weltkrieges kam Žár wieder zur Tschechoslowakei zurück und die deutschen Bewohner wurden vertrieben. 1948 wurde der Okres Kaplice aufgelöst und das Dorf dem neu gebildeten Okres Trhové Sviny zugeschlagen, der zwölf Jahre später wieder aufgehoben wurde. Janovka 2. díl verlor 1950 seinen Status als Ortsteil. 1960 erfolgte die Eingemeindung von Buková und Žumberk (mit Božejov, Chudějov), zugleich wurde die Gemeinde dem Okres České Budějovice zugeordnet. Seit 1980 wurde auch Chudějov nicht mehr als Ortsteil betrachtet. Am 1. Juli 1985 erfolgte die Eingemeindung nach Nové Hrady, wobei Buková abgetrennt und der Gemeinde Olešnice zugegliedert wurde. Seit dem 24. November 1990 besteht die Gemeinde Žár wieder.

## Gemeindegliederung
Die Gemeinde Žár besteht aus den Ortsteilen Božejov (Buschendorf), Žár (Sohors) und Žumberk (Sonnberg), die zugleich auch Katastralbezirke bilden. Zu Žár gehören außerdem die Ansiedlungen Chudějov (Wieden), Janovka 2. díl (Johannesruh 2. Anteil, früher Stixen) und Svaryšov (Sworeschau). Grundsiedlungseinheiten sind Božejov, Janovka II, Svaryšov, Žár und Žumberk.

## Sehenswürdigkeiten
- Žárský rybník (Sohorser Teich), der seit 1221 nachweisliche Teich ist einer der ältesten Fischteiche in Böhmen. Er wurde im 14. Jahrhundert auf seine heutige Fläche von 121 ha vergrößert. Auf der im östlichen Teil des Teiches befindlichen Insel ließen die Grafen Buquoy einen Park mit exotischen Bäumen und Alleen anlegen sowie ein Lustschlösschen errichten. Letzteres wurde nach 1948 abgerissen.
- Kapelle des hl. Johannes von Nepomuk, errichtet in der ersten Hälfte des 19. Jahrhunderts
- Gotische Kirche Johannes des Täufers in Žumberk
- Feste Žumberk
- Befestigungsanlagen des Wehrdorfes Žumberk